# جيريمي سميث (لاعب كريكت)
جيريمي سميث (23 أكتوبر 1988 - ) (بالإنجليزية: Jeremy Smith)‏ هو لاعب كريكت أسترالي.

## وصلات خارجية
- جيريمي سميث على موقع إي آس بي آن كريك إنفو (الإنجليزية)